# Chercher le courant
Pour plus de détails, voir Fiche technique et Distribution.
Chercher le courant est un film documentaire québécois, réalisé par Nicolas Boisclair et Alexis de Gheldere, sorti sur les écrans en 2010.
Le film met en scène les deux réalisateurs explorant en canot la Romaine, une rivière québécoise, avant que des barrages hydroélectriques n'y soient construits. Ce « river movie » questionne la pertinence d'un tel projet et fait valoir d'autres solutions sur le plan énergétique, a priori moins destructrices et plus rentables économiquement.

## Synopsis
Été 2008. Un an avant le début d'un chantier hydroélectrique de 8 milliards de dollars prévu par Hydro-Québec sur la rivière Romaine, Alexis de Gheldere et Nicolas Boisclair décident de parcourir ce cours d'eau en canot. Le périple de 500 km commence à la source de la Romaine, au Labrador, et doit se terminer à son embouchure, dans le Golfe du Saint-Laurent.
Équipés d'un poêle à bois innu, de deux panneaux solaires et d’une étude d’impact de 2 500 pages, ils explorent le fleuve et ses affluents, tout en évaluant les impacts futurs du projet hydroélectrique d'Hydro-Québec. Pendant 46 jours, ils filment les paysages grandioses et sauvages que ce projet condamne à disparaître.
En parallèle, le film met en scène les deux aventuriers, accompagnés du comédien Roy Dupuis, menant une enquête sur la production et la consommation d'énergie au Québec. De rencontre en rencontre, ils questionnent le bien-fondé environnemental et économique du projet d'harnachement de la Romaine et évaluent le potentiel réel des énergies renouvelables au Québec.
Ils en viennent finalement à remettre en question le vieux slogan de la Révolution tranquille : « Maîtres chez nous ! »

## Fiche technique
- Genre : Documentaire, expédition en canot.
- Langue : français, anglais (quelques interventions) avec sous-titres français.
- Disponible en version anglaise avec sous-titres anglais – 5 mars 2011
- Durée : 85 minutes
- Format : HDCam, Betacam numérique, Bluray, DVD
- Scénaristes et réalisateurs : Nicolas Boisclair, Alexis de Gheldere, d'après une idée originale de Nicolas Boisclair
- Direction photo et prise de son : Alexis de Gheldere
- Producteur : Denis McCready
- Productrices exécutives : Sylvie Van Brabant et Francine Tougas
- Narration : Roy Dupuis
- Montage image : Étienne Gagnon
- Musique : Alexandre Stanké, Pascal Dufour, Yann Perreau
- Distribution Contact : Les Productions du Rapide-Blanc

## Récompenses et distinctions
- Prix du public et mention spéciale Écocaméra - Rencontre internationales du film documentaire de Montréal (RIDM) 2010[1]
- Meilleur documentaire - Festival du film de Sept-Îles 2011
- Prix Gémeaux 2012 du meilleur documentaire : société
- Festival de Films de Portneuf sur l'Environnement (FFPE), 2011 - Gagnant Prix du public et Gagnant du Grand prix